# Vega de Liébana
Vega de Liébana ist eine Gemeinde in der spanischen Autonomen Region Kantabrien. Sie ist Teil der Comarca Liébana.

## Orte
- Bárago
- Barrio
- Bores
- Campollo
- Dobarganes
- Dobres
- Enterrías
- Ledantes
- Pollayo
- Porcieda (unbewohnt)
- Tollo
- Toranzo
- Tudes
- Vada
- Valmeo
- La Vega (Hauptort)
- Vejo
- Villaverde

## Bevölkerungsentwicklung
| 1842 | 1900 | 1950 | 1981 | 1991 | 2001 | 2011 |
| ---- | ---- | ---- | ---- | ---- | ---- | ---- |
| 1970 | 2415 | 2437 | 1301 | 1124 | 964  | 840  |